# Urban Cowboy
Pour les articles homonymes, voir Cowboy.
Pour plus de détails, voir Fiche technique et Distribution.
Urban Cowboy (Un cowboy dans la ville au Québec) est un film américain de James Bridges sorti en 1980.

## Synopsis
Bud Davis est un jeune cow-boy. Il se rend en ville pour voir son oncle Bob. Ce dernier lui trouve un travail grâce auquel il rencontre une dénommée Sissy. Ils tombent rapidement amoureux et se marient tout aussi vite. Mais lorsque Sissy se lie d'amitié avec Wes, leur relation se dégrade. Wes est en fait un escroc voulant cambrioler l'oncle de Bud...

## Fiche technique
- Direction artistique : W. Stewart Campbell
- Décors : Stephen B. Grimes
- Costumes : Gloria Gresham
- Photo : Reynaldo Villalobos
- Montage : David Rawlins
- Musique : Ralph Burns
- Producteur : Irving Azoff, Robert Evans, C.O. Erickson (délégué)
- Distribution :  Paramount Pictures
- Langue : anglais
- Format : Couleur - 2,35:1 - 35mm
- Dates de sortie : 
  - États-Unis : 6 juin 1980
  - France : 27 août 1980

## Distribution
- John Travolta (VF : Hervé Bellon) : Bud Davis
- Debra Winger (VF : Marie Christine Darah) : Sissy
- Scott Glenn (VF : Jean Barney) : Wes
- Madolyn Smith Osborne : Pam
- Barry Corbin : Oncle Bob
- James Gammon : Steve Strange
- Bonnie Raitt : elle-même
- Charlie Daniels : lui-même
- Betty Murphy : la mère de Bud
- Jerry Hall : Sexy Sister
- James N. Harrell : ministre

## Lieux de tournage
- Texas : Houston, Huntsville, Pasadena[2]
- Californie : Pico Rivera

## Nominations
- British Academy Film Awards 1981 : BAFTA du nouveau venu le plus prometteur dans un rôle principal au cinéma pour Debra Winger[3]
- Golden Globes 1981 : meilleure actrice dans un second rôle et révélation féminine de l'année pour Debra Winger
- Grammy Awards 1981 : meilleure bande originale écrite pour le cinéma ou la télévision

## Autour du film
- Ann Travolta, la petite sœur de John Travolta, apparaît dans le film dans la peau d'une invitée au mariage[4].
- Urban Cowboy est le premier film du mannequin Jerry Hall, également connue pour avoir été la femme de Mick Jagger[5].
- Lisa Niemi et Patsy Swayze, respectivement femme et mère de Patrick Swayze, ont réglé les détails de chorégraphie du film[5].
- John Travolta et le réalisateur James Bridges se retrouveront en 1985 pour un autre drame, Perfect.
- La chanson Look What You've Done To Me a été composée pour ce film.